# فریاد سنگ
فریاد سنگ (آلمانی: Cerro Torre: Schrei aus Stein) فیلمی به کارگردانی ورنر هرتسوک است که در سال ۱۹۹۱ منتشر شد.
فیلمنامه این فیلم توسط مدیر تولید با سابقه فیلم‌های هرتسوک، والتر ساکسر de:Walter Saxer (Filmproduzent) و بر اساس ایده ای از یک کوهنورد به نام رینهولد مسنر en:Reinhold Messner که سابقه همکاری با هرتسوک را در مستند “تابش تاریک کوهستان‌ها (انگلیسی: en:The Dark Glow of the Mountains The Dark Glow of the Mountains) داشته، نوشته شده است. هرتسوک که معمولاً فیلم نامه‌های خود را استفاده می‌کند، عنوان کرده این فیلم را به عنوان فیلم‌های خود به‌شمار نمی‌آورد.

## بازیگران
- ویتوریو میتزوجورنو
- ماتیلدا می
- دونالد ساترلند
- براد دوریف
- ال وکسمن
- چابلا بارگاس
- ورنر هرتسوک